# Клин (дреха)
Вижте пояснителната страница за други значения на Клин.
Клинът е вид панталон, който е прилепнал по тялото. Изработва се от еластичен материал и се използва освен като ежедневно, така и като спортно облекло (за гимнастика, аеробика, колоездене и т.н.). В днешни дни се изработва основно от ликра, памук, найлон или полиестер, но може да бъде направен и от вълна или коприна.